# Actenia matilei
Actenia matilei är en fjärilsart som beskrevs av Pierre Leraut 2000. Actenia matilei ingår i släktet Actenia och familjen mott. Inga underarter finns listade i Catalogue of Life.